# Manuela Derr
Manuela Derr (ur. 17 lipca 1971 w Neubrandenburgu) – niemiecka lekkoatletka specjalizująca się w biegach sprinterskich. Reprezentowała Niemiecką Republikę Demokratyczną. 
Na arenie międzynarodowej odniosła następujące sukcesy:
| Rok  | Miejsce         | Zawody                      | Konkurencja                                                       | Pozycja                   | Wynik                     |
| ---- | --------------- | --------------------------- | ----------------------------------------------------------------- | ------------------------- | ------------------------- |
| 1988 | Greater Sudbury | mistrzostwa świata juniorów | sztafeta 4 × 400 m bieg na 400 m                                  | złoty medal 5. miejsce    | 3:28,39 53,66             |
| 1989 | Varaždin        | mistrzostwa Europy juniorów | bieg na 200 m sztafeta 4 × 400 m bieg na 100 m sztafeta 4 × 100 m | złoty medal brązowy medal | 23,39 3:33,38 11,51 44,99 |
| 1990 | Płowdiw         | mistrzostwa świata juniorów | bieg na 400 m sztafeta 4 × 400 m                                  | brązowy medal 4. miejsce  | 51,95 3:32,37             |
| 1990 | Split           | mistrzostwa Europy          | sztafeta 4 × 400 m                                                | złoty medal               | 3:21,02                   |

Dwukrotna medalistka mistrzostw NRD na stadionie: złota (1989 – sztafeta 4 × 400 m) oraz brązowa (1988 – sztafeta 4 × 100 m). Srebrna medalistka halowych mistrzostw NRD w biegu na 200 metrów (1989).
Rekordy życiowe: 
- stadion

- bieg na 100 m – 11,35 (22 czerwca 1989, Rostock)
- bieg na 200 m – 23,39 (22 sierpnia 1989, Varaždin)
- bieg na 400 m – 51,95 (10 sierpnia 1990, Płowdiw)
- sztafeta 4 × 100 m – 44,99 (27 sierpnia 1989, Varaždin)
- sztafeta 4 × 400 m – 3:21,02 (1 września 1990, Split)